# Décret du 3 mai 1790
Décret du 15 mars 1790
Abolition des droits seigneuriaux et possibilité de racheter les autres droits féodaux Décret du 3 juillet 1790
Définition des conditions de rachats des autres droits féodaux
Par le décret du 3 mai 1790 (nommé aussi décret des 3-9 mai 1790,), l'Assemblée nationale a déterminé les conditions de rachats des droits féodaux considérés comme rachetables par le décret du 15 mars 1790.

## Contexte

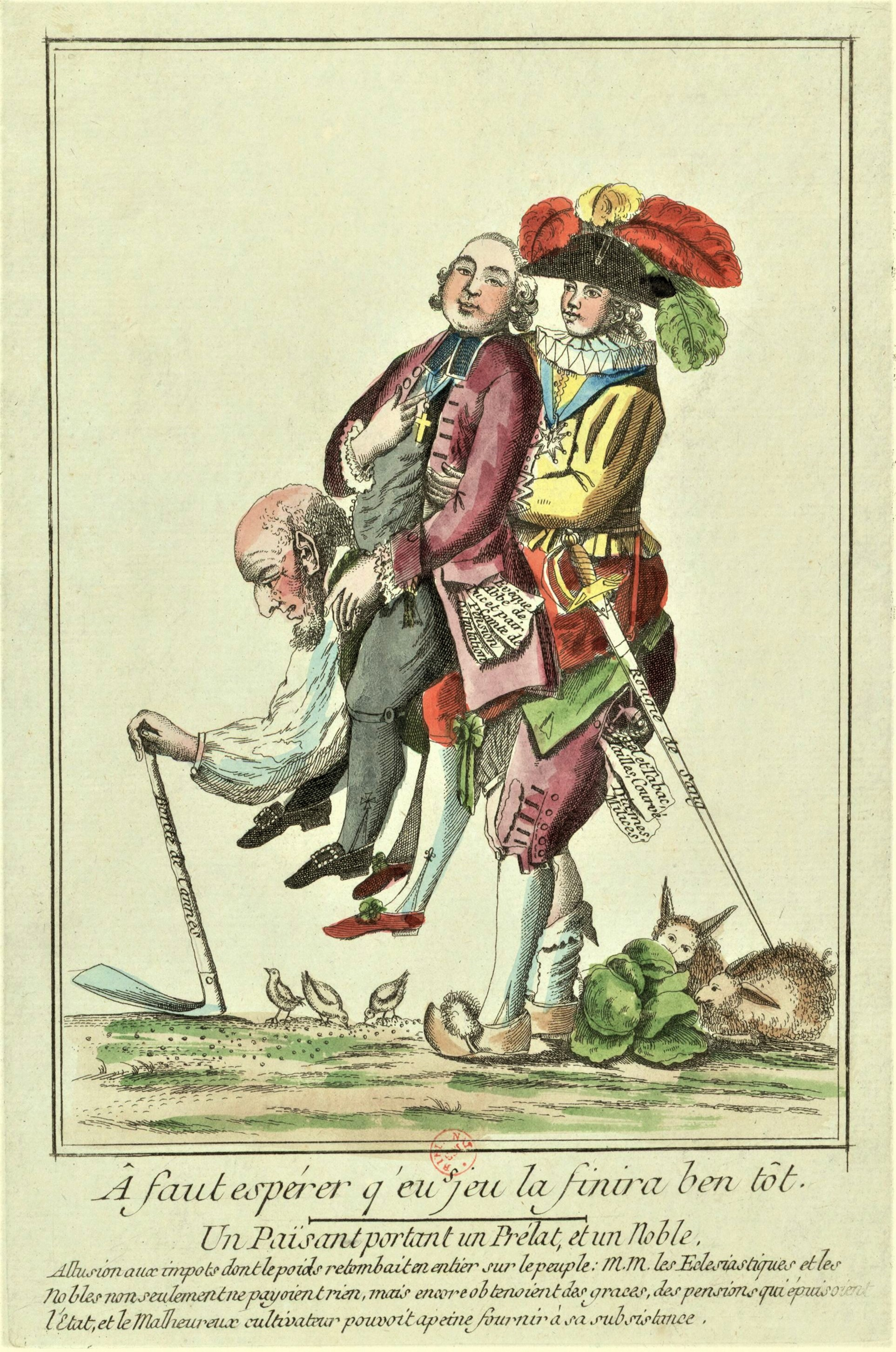
Eau-forte en couleur intitulée : « Â faut espérer q'eu s jeu la finira ben tôt »
Un païsan portant un Prélat et un Noble.
Allusion aux impôts dont le poids retombait en entier sur le peuple : M.M. les Eclésiastiques et les Nobles non seulement ne payoient rien, mais encore obtenoient des graces, des pensions qui épuisoient l'Etat et le Malheureux cultivateur pouvoit a peine fournir à sa subsistance.
Caricature anonyme, Paris, mai 1789

## Contenu
Merci de procéder au transfert en conservant l'historique. 

## Portée et limites
Pour entrée en vigueur, le décret du 3 mai 1790 a fait l'objet d'une lettre patente du roi Louis XVI le 9 mai 1790.

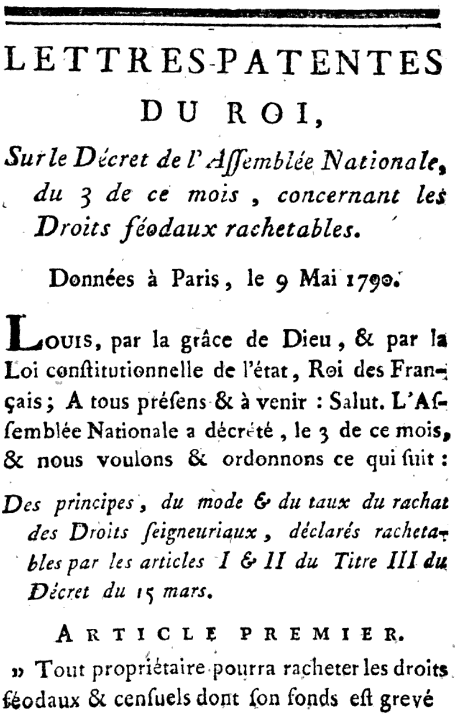
Lettre patente du roi Louis XVI ordonnant le 9 mai 1790 l'application du décret du 3 mai 1790 sur le décret du 15 mars 1790.

## Sources et références
1. ↑  Bibliothèque nationale de France, Assemblée nationale constituante. Comité de féodalité. 1789-1791, consulté le 14/11/2016
2. 1 2  Jean-Baptiste Duvergier, Collection complète des lois, décrets, ordonnances, réglemens et avis du Conseil d'état, Paris, A. Guyot et Scribe, 1824
3. ↑  Université de Perpignan, Abolition du régime féodal, consulté le 13/11/2016
4. ↑  Université Stanford, French Revolution Digital Archive, Archives Parlementaires, Tome 15 : Du 21 avril au 30 mai 1790, Séance du lundi 3 mai 1790, au matin, consulté le 12/11/2016
5. ↑  Paul Rivaut, Mémorial alphabétique des droits ci-devant seigneuriaux, supprimés et rachetables, conformément aux décrets de l'Assemblée Nationale, sanctionnés par le roi., Paris, Nyon l'aîné et fils, 1790